# Willem Barents
Willem Barents (nizozemsko Barentsz), nizozemski raziskovalec in pomorščak, * 1550, Terschelling, † 20. junij 1597, Nova Zemlja.
Barents je bil nizozemski raziskovalec, po katerem se imenuje Barentsovo morje in Barentsova regija.

## Življenje
Willeam Barents se je rodil okoli leta 1550 na otoku Terschelling na severu Nizozemske. O njegovem zgodnjem življenju je malo znanega. Po poklicu je bil kartograf, zato je veliko potoval predvsem po Španiji in Mediteranu kjer je skupaj s Petrusom Planciusom risal zemljevide nato pa sta skupaj  izdala atlas Mediteranske regije. Kmalu zatem se je začel ukvarjati z raziskovanjem Arktike, točneje severovzhodnega prehoda, ki bi Evropo preko morja povezal z Azijo in Ameriko.

### Prvo potovanje
Na svoje prvo raziskovalno odpravo se je Barents odpravil 5. junija 1594. S svojo majhno ladjo poimenovano Mercury se je iz rodne Nizozemske odpravil proti Karskemu morju, kjer naj bi v naslednjih mesecih in letih poizkušal poiskati severovzhodni prehod do Tihega oceana. V poletnih mesecih je večino časa plul po Barentsovem morju ( ime je dobilo po njem) in mimo ledenih gor poizkušal poiskati pot na vzhod. Med potovanjem je odkril celo vrsto novih otokov in spoznal kako bogate so arktične vode z mroži in severnimi medvedi. Ko je prišel do Nove zemlje jo je poizkušal obpluti tako, da je plul proti severu. Načrte so mu kmalu prekrižale ledene gore zato je ladjo obrnil in se odpravil domov na Nizozemsko. Čeprav ni odkril prehoda je bila odprava uspešna saj se je med potjo spoznal in odkril marsikaj novega.

### Drugo potovanje
Nad Barentsovim potovanjem se je navdušil tudi nizozemski kralj, zato je ta takoj organiziral novo odpravo šestih trgovskih ladij, ki naj bi poiskale severovzhodni prehod in vzpostavile trgovino s Kitajsko. Na čelo odprave pa je postavil samega  Barentsa. Odprava je iz Nizozemske izplula 2. junija 1595 in pot nadaljevala mimo Norveške nato pa ob severno sibirski obali. Avgusta so na svoji poti srečali pripadnike arktičnega ljudstva Samojedcev s katerimi so uspešno vzpostavili komunikacijo. 4. septembra je prišlo, do tragične nesreče, med iskanjem kristalov na obali arktičnega otoka je kopensko odpravo napadel medved pritem sta dva mornarja umrla. Odprava je nadaljevala pot in kmalu zatem zaplula v neznano Karsko morje, vendar veselje ni trajalo dolgo. Zaradi nenavadno mrzlega vremena je bilo morje zamrznjeno zato ladje niso morale nadaljevati poti. Ker se je poletje bližalo koncu in je grozilo, da bo ladje vklenil led je Barents ukazal vrnitev na Nizozemsko. Ker odpravi ni uspelo odkriti prehoda med Evropo in Azijo je Barents doma postal tarča številnih kritik, ki so mu onemogočale organizacijo nadaljnih potovanj. Prizanesljiva ni bila niti nizozemska mornarica, ki mu je prepovedala uporabo njenih ladij za raziskovalne namene. S tem pa njegovih sanj ni bilo konec, Nizozemska res ni nameravala zagotoviti ladij in zalog je pa ponujala nagrado in slavo tistemu, ki odkrije prehod, zato se je Barents ponovno lotil dela. Po dolgih pogajanjih mu je nekako uspelo prepričati amsterdamske mestne svetnike, da so financirali njegovo tretjo odpravo.

### Tretje in zadnje potovanje
Odprava je na dveh ladjah iz Nizozemske odplula sredi maja 1596, junija pa je doživela že prve uspehe. Devetega junija so odkrili Medvedji otok 17. junija pa še Spitsberge, ki so bili pozabljeni še iz vikinških časov. Pot so nadaljevali ob otokih in tako raziskovali njihovo obalo in številne fjorde, nato pa so se 1. julija vrnili na Medvedji otok. Tam je med kapitanoma ladje in Barentsom, ki je bil poveljnik odprave, prišlo do spora zaradi nadaljnega načrta potovanja. Sklenili so, da se bo odprava ločila, tako je ena ladja odplula proti severu, Barents pa je na svoji ladji odplul severovzhodno. Sedemnajstega julija je priplul do Nove Zemlje nato pa se usmeril proti poledenelemu Karskemu prelivu. Tam je odpravo oklenil led zato je morala 16 članska posadka zimo preživeti na ledu. Ker je grozilo, da bo led ladjo zdrobil si je posadka iz ladijskih desk na obali Nove Zemlje postavila kočo velikosti 7,8x5,5 m in jo poimenovala Het Behouden Huys (Koča odrešitve). Kljub zavetju je odprava skozi zimo trpela strašanski mraz, postopoma pa ji je začelo zmanjkovati tudi hrane. Občasno so si enolično ladijsko hrano izboljšali z ujetimi arktičnimi lisicami in polarnimi medvedi.
Junij 1597 ni prinesel otoplitve zato je ladja še vedno ostala ujeta v ledu. Ker se je med posadko začel širiti skorbut so se odločili, da se bojo rešili s pomočjo ladijskih čolnov. Trinajstega junija so zapustili kočo in se odpravili na zahod. Barents je umrl 20. junija 1597 medtem ko je preučeval karto. Nato je trajalo še sedem tednov, da so se preživeli člani posadke prebili do polotoka Kola kjer jih je odkrila ruska trgovska ladja. Dvanajst preživelih članov posadke je Amsterdam doseglo 1. novembra s čimer se je njihovo epsko potovanja zaključilo.

## Ostanki odprave
Leta 1871 je ostanke Barentsovega tabora na Novi Zemlji odkril norveški kitolovec Elling Carleson. Najdbo je dobro opisal in izdelal podrobne skice. Štiri leta kasneje je tabor obiskal kapitan Gunderson in iz koče, ki je takrat še vedno stala, odnesel nekaj predmetov. Naslednjo leto je kraj obiskal tudi Charles L.W. Grdener in  iz koče odnesel še več predmetov med katerimi je bilo Barentsovo sporočilo morebitnemu najditelju tabora. Večina predmetov, ki so bili najdeni v taboru se danes nahaja v Rijksmuseum Amsterdam. Nekaj najdb ruskega amaterskega arheologa iz leta 1933 pa se nahaja  v Arktičnem in Antarktičnem muzeju Sankt Peterburg.
Med letoma 1977 in 1980 so območje tabora večkrat obiskali ruski arheologi z namenom, da bi našli ostanke Barentsove ladje. Potapljači so v obalnih vodah našli večje število predmetov, ki so pripadali izgubljeni odpravi, ti se danes nahajajo v muzeju v mestu Arhangelsk. Nekaj predmetov pa hrani tudi Polarni muzej v Tromsøju. Leta 1992 je kraj kjer je stal tabor obiskala odprava in ga označila. Danes ta kraj vsako leto obišče več sto turistov, ki se odpravijo na križarjenje po Arktiki z ruskimi ledolomilci.